# Beatrice Schmid
Beatrice Schmid (Aarau, 11 de setembre de 1952) és una romanista suïssa, catedràtica de Filologia Iberoromànica a la Universitat de Basilea.
Beatrice Schmid estudià filologia romànica, eslava i història a la Universitat de Basilea, on fou alumna de Germà Colon. Obtingué una beca d'estudis de la Generalitat de Catalunya a Barcelona el 1984 per redactar la seva tesi doctoral Les «traduccions valencianes» del 'Blanquerna' (València 1521) i de la 'Scala Dei' (Barcelona, 1523) (publicada a Barcelona per Curial / Abadia de Montserrat el 1988). La tesi d'habilitació fou sobre la llengua del metge del segle xiv Estéfano de Sevilla. Ha col·laborat també en l'edició del Llibre del Consolat de Mar. Ha estat professora de filologia catalana i espanyola a les universitats de Basilea, Berna i Neuchâtel. Des de 1999 és catedràtica de Lingüística Iberoromànica a Basilea.
La seva recerca s'ha centrat en la filologia catalana, hispànica i romànica general. També ha col·laborat en el projecte PatRom. S'ha dedicat a l'estudi contrastiu de les llengües de la Península Ibèrica i en l'actualitat dirigeix un grup de recerca sobre el judeoespanyol a la Universitat de Basilea; en aquest grup s'elabora el Corpus MemTet (Corpus de textos publicados en Oriente entre 1880 y 1930).
Fou nomenada membre corresponent de la Secció Filològica de l'IEC el 1997 i membre corresponent estranger de la RAE el 2015. Ha estat també vicepresidenta (2000-2012) i presidenta (2018--) de l'AILLC. És editora del Boletín Hispánico Helvético i de les Acta Romanica Basiliensia i membre del consell de redacció de diverses revistes.